# كريستي لاينغ
كريستي لاينغ (بالإنجليزية: Christie Laing)‏ هي متسابقة ملكة الجمال ومضيفة طيران وممثلة كندية، ولدت في 10 أبريل 1985 في فانكوفر في كندا.

## أعمال

### أفلام
- (2006) فيلم مخيف 4
- (2010) توكر وديل يواجهان الشر[4]

### مسلسلات
- كان ياما كان
- كايل إكس واي

## وصلات خارجية
- كريستي لاينغ على موقع IMDb (الإنجليزية)
- كريستي لاينغ على موقع ألو سيني (الفرنسية)
- كريستي لاينغ على موقع تيرنر كلاسيك موفيز (الإنجليزية)
- كريستي لاينغ على موقع أول موفي (الإنجليزية)
- كريستي لاينغ على موقع قاعدة بيانات الفيلم (الإنجليزية)
- كريستي لاينغ على موقع كينوبويسك (الروسية)